# Shona Heath
Shona Heath (1974) è una scenografa britannica, vincitrice del Premio Oscar alla migliore scenografia per Povere creature!.

## Biografia
Nata nel 1974, Shona Heath ha scoperto il suo interesse per l'arte fin dall'età adolescenziale. Ha studiato fashion design all'Università di Brighton, terminando gli studi nel 1997.  Le illustrazioni di libri di Arthur Rackham e Kit Williams e le opere di pittori surrealisti come Salvador Dalí, Dorothea Tanning, Max Ernst e Yves Tanguy l'hanno influenzata per i suoi progetti. Dal 1999, ha lavorato come scenografa a campagne pubblicitarie per marchi come Louis Vuitton, Hermès, Miu Miu, Christian Dior, Lanvin e Prada e ha lavorato per alcune riviste come Vogue, W, AnOther, Dazed e Harper's Bazaar. Ha inoltre collaborato con ha collaborato con i fotografi Tim Walker, Paolo Roversi e Tim Gutt. Nel 2019, ha curato una mostra di 300 opere su Walker, la quale è stata presentata al Victoria and Albert Museum di Londra da settembre 2019 a marzo 2020. Heath ha anche disegnato copertine di dischi per artisti come Ilya, Tori Amos e Goldfrapp. Nel 2023, ha curato con James Price e  Zsuzsa Mihalek la scenografia del film Povere creature! di Yorgos Lanthimos. Per questo lavoro, Heath ha vinto il Premio BAFTA e il Premio Oscar per la migliore scenografia.

## Filmografia

### Scenografia

#### Cinema
- Povere creature! (Poor Things), regia di Yorgos Lanthimos (2023)

#### Cortometraggi
- The Lost Explorer, regia di Tim Walker (2010)
- The Magic Paintbursh, regia di Tim Walker (2016)
- Eye Ear You, regia di Shona Heath (2022)

### Costumista
- The Lost Explorer, regia di Tim Walker (2010)
- The Magic Paintbursh, regia di Tim Walker (2016)
- Eye Ear You, regia di Shona Heath (2022)

### Regista
- Eye Ear You (2022)

## Riconoscimenti
- Premio Oscar
  - 2024 - Migliore scenografia per Povere creature!
- Premi BAFTA
  - 2024 - Migliore scenografia per Povere creature!
- Critics' Choice Awards
  - 2024 - Candidatura alla migliore scenografia per Povere creature!